# Boiry-Saint-Martin
Boiry-Saint-Martin – miejscowość i gmina we Francji, w regionie Hauts-de-France, w departamencie Pas-de-Calais.
Według danych na rok 1990 gminę zamieszkiwało 275 osób, a gęstość zaludnienia wynosiła 79 osób/km² (wśród 1549 gmin regionu Nord-Pas-de-Calais Boiry-Saint-Martin plasuje się na 948. miejscu pod względem liczby ludności, natomiast pod względem powierzchni na miejscu 805.).